# Serge Telle
Serge Telle, né le 5 mai 1955 à Nantes, est un haut fonctionnaire et diplomate français. Il est notamment ministre d'État de la principauté de Monaco du 1er février 2016 au 31 août 2020.

## Biographie

### Études
Diplômé de l'Institut d'études politiques de Paris (parcours Service Public, 1981), Serge Telle étudie par ailleurs le swahili à l'Institut national des langues et civilisations orientales, ainsi que le droit communautaire.

### Carrière diplomatique
Il entre comme fonctionnaire au ministère français des Affaires étrangères, au sein duquel il commence sa carrière diplomatique en 1982 à l'ambassade de France à Dar es-Salam en Tanzanie. En 1984, il est délégué à la mission permanente de France auprès de l'Organisation des Nations unies, où il est responsable des dossiers concernant les droits de l'homme et les questions humanitaires. De 1988 à 1992, il est conseiller diplomatique du ministre la Santé et de l'Action humanitaire Bernard Kouchner. 
En 1993, il est détaché au bureau des relations extérieures du Commonwealth des Nations à Londres, où il est chargé des questions de la péninsule des Balkans qui doivent être soumises aux Nations unies à Genève, et est également responsable de la coordination des opérations humanitaires. En 1997, il est appelé par le Premier ministre Lionel Jospin comme conseiller diplomatique de son cabinet. 
En octobre 2002, il est nommé consul général de France à Monaco et le 1er janvier 2006, à la suite d'une nouvelle convention signée entre les deux pays, le consulat est élevé au rang d'ambassade, faisant de lui le premier ambassadeur de France en Principauté. 
En juin 2007, il est mis fin à ses fonctions d'ambassadeur à Monaco quand il est nommé directeur adjoint du cabinet de Bernard Kouchner au ministère des Affaires étrangères et européennes au service duquel il se trouve pour la seconde fois. En 2008, il est nommé ambassadeur auprès de l'organisation intergouvernementale Union pour la Méditerranée (UpM), dont en janvier 2013 il devient le chef de la délégation interministérielle. 

### Ministre d'État de Monaco
Le 4 janvier 2016, il est désigné par le prince Albert II pour être le nouveau ministre d’État de Monaco, succédant à Michel Roger qui a renoncé à exercer ses fonctions en décembre 2015 pour raison de santé. Il entre en fonction le 1er février suivant. Pierre Dartout lui succède le 1er septembre 2020.

### Vie privée
Il est marié à la journaliste Guilaine Chenu, avec qui il a un enfant. Il est également le père de trois autres enfants nés d'une précédente union.

## Décorations
- Commandeur de l'ordre de Grimaldi, promu à ce grade le 28 août 2020[10].